# Triaxomera
Triaxomera is een geslacht van vlinders van de familie echte motten (Tineidae), uit de onderfamilie Nemapogoninae.

## Soorten
- T. baldensis Petersen, 1983
- T. caucasiella Zagulajev, 1959
- T. fulvimitrella

Nonnetjeszwammot (Sodoffsky, 1830)
- T. marsica Petersen, 1984
- T. parasitella

Zwammenmot (Hübner, 1796)